# صدف بزرگ آتلانتیک
صدف بزرگ آتلانتیک (نام علمی: Dinocardium robustum) نام یک گونه از تیره صدف راه‌راه است.این گونه صدف طولی به اندازه ۱۰۰-۱۲۵میلی متر دارد.این گونه صدف در خلیج مکزیک و دریای کارائیب یافت می شود.